# Municipio de Leesville (Carolina del Norte)
El municipio de Leesville (en inglés: Leesville Township) es un municipio ubicado en el  condado de Wake en el estado estadounidense de Carolina del Norte. En el año 2010 tenía una población de 41.850 habitantes.

## Geografía
El municipio de Leesville se encuentra ubicado en las coordenadas 35°53′41.54″N 78°42′55.02″O / 35.8948722, -78.7152833.